# František Sutnar
František Sutnar (28. ledna 1913, Plzeň - 1. července 1990, Curych) byl československý automobilový závodník, označovaný jako král sedmsetpadesátek. František Sutnar se zapsal nesmazatelně do historie jako vítěz třídy do 750 cm³ nejslavnějšího vytrvalostního automobilového závodu světa – 24 hodin v Le Mans v roce 1949.
Sutnarova závodní kariéra byla směsí talentu, houževnatosti, podnikání, schopností i zmaru. Ale také marné snahy odolávat cizí zvůli, byrokracii, závisti i trestům až k opuštění rodné země.

## Život
František se narodil 28. ledna 1913 v Plzni, v Andělské ul. č. 3 obchodníku Františku Sutnarovi (nar. 9. června 1883 v Hradišti u Blovic) a Růženě roz. Makariusové (nar. 10.12.1885 v Kutné Hoře). Jeho strýcem byl designer, grafik, typograf a výtvarník Ladislav Sutnar. Příběh plzeňského rodáka začal v tamní Smetanově ulici, kde mladý František poprvé viděl, jak pracuje motor a v opravářské dílně ho očaroval svět součástek, koleček, ojnic, svíček, a tak svůdného odéru oleje a benzinu. Vystudoval Obchodní akademii. Doma sice byla prosperující živnost s textilem a umělými květinami, ovšem první automobilové zážitky na služebních cestách probudily něco, co udělalo Sutnara daleko známějším než jako prodavače. Jeho zájem o motorismus byl na světě a otec to cítil jasně, když mu po získání čerstvého řidičského průkazu zakoupil první motocykl BSA 500 cm³. Stal se brzy známým a úspěšným automobilovým závodníkem.
Jeho závodní kariéra skončila kvůli nejslavnějšímu závodu, které ho se zúčastnil – 24h v Le Mans v roce 1949. Plzeňáci Sutnar/Krattner dostali za vítězství ve třídě půl milionu franků (dnešních asi 400 tisíc korun). Při cestě zpět do Československa je uložili ve švýcarských bankách a za to krutě zaplatili. Režim se je nejdřív snažil získat ke spolupráci s STB a když odmítli, obvinil je a odsoudil k mnohaletým trestům. Půldruhého roku po Le Mans obvinil komunistický režim Sutnara a Krattnera z velezrady. Na konci roku 1950 byli zatčeni a odsouzeni. Sutnar k patnácti letům vězení, Krattner k jedenácti. Pochopitelně přišel o prodejnu ve Smetanově ulici a Krattner o opravnu v Klatovské ul. Sutnar postupně absolvoval pobyt na Pankráci, Ruzyni, Jáchymově a v Leopoldově.  V Leopoldově si přivodil zvýšení trest o 2,5 roku za účast na vzpouře. Při ročním pobytu ve stohlavé cele se seznámil i řadovým vězněm Gustávem Husákem. Po Husákově propuštění po něm zdědil deky. Po kladném vyřízení stížnosti na práci Nejvyššího soudu, který jej v roce 1960 neoprávněně vyřadil z prezidentské amnestie, si neodseděl celý trest, byl nakonec podmíněně propuštěn o něco dříve, 30. listopadu 1963 (podmínka měla skončit až v roce 1972). Jako absolvent obchodní akademie se nemohl na trhu práce uplatnit a režim mu povolil vykonávat jen pomocné dělnické profese. Pracoval jako opravář motorů, později jako řidič ve Stavebních strojích a nakonec jako řidič pojízdného rentgenu v Ústavu národního zdraví.
František Sutnar byl veden od 6. února 1958 v Evidenci zájmových osob StB (EZO) pod spisovou značkou V-7835. Ze samotného záznamu v EZO nelze ve většině případů dohledat konkrétní důvod, proč dotyčnou osobu StB evidovala. Ve stejném dokumentu byla StB vedena od 15. září 1971 i jeho manželka Dagmar a od 1. ledna 1955 také jejich syn František. Koncem 60. let Sutnar s manželkou i se synem s rodinou a dcerou s rodinou emigrovali přes různé sousední státy do Švýcarska. František Sutnar zemřel 1. července 1990 v Curychu.

## Závodní kariéra
Nejdelší (avšak jen v letech 1947-1950) a nejúspěšnější byla jeho kariéra automobilová. Začal však s BSA 500 jako motocyklista v Klubu plzeňských závodníků. Táhla ho nejdříve plochá dráha, která se v Plzni těšila mimořádné popularitě, ovšem brzy poznal, že jeho leč výkonná pětistovka BSA není zrovna tím pravým nářadím pro takový sport. Poté se dal s „besárnou“ na motocyklové soutěže. Jen na nějaký čas, neboť volant přece jenom táhl jeho srdce daleko silnější.

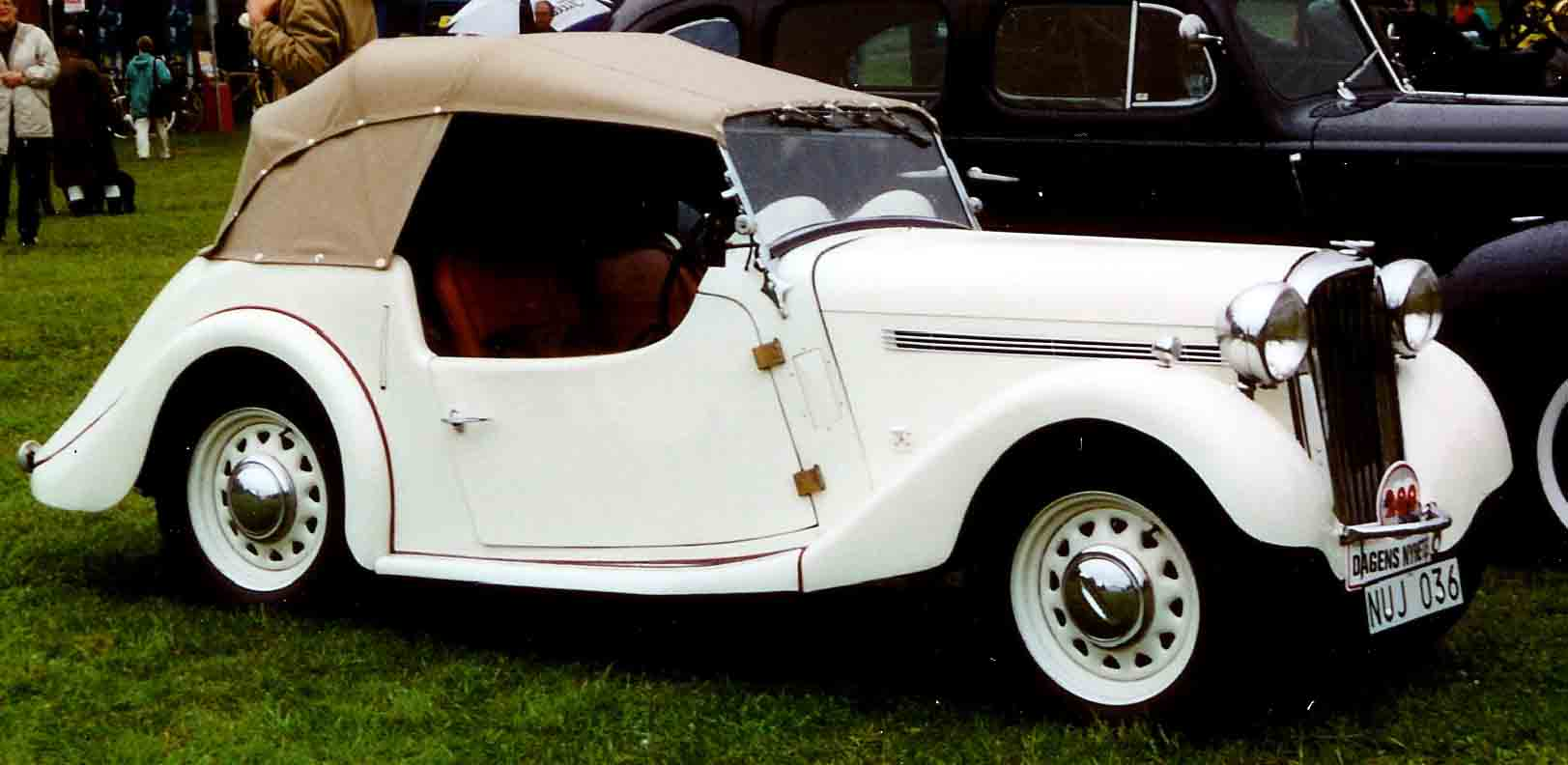
Singer 9 roadster (1939)

### Singer 9
Když získal postarší anglický automobil Singer 9 (roadster, řadový čtyřválec o zdvihovém objemu 1074 cm³ a výkonu 27 kW/36 k při 5000 ot/min) z roku 1939, který vyráběla automobilka Singer Motors Ltd. z Coventry už nic nebránilo tomu, aby stál na startu svého prvního závodu. A hned v pražském Motole na druhé Velké ceně hlavního města Prahy v roce 1947 bylo z toho první vítězství! V únoru 1948 startovala posádka Fr. Sutnar/Dagmar Sutnarová v 5. ročníku Zimní automobilové soutěže a dojeli v třídě do 1500 cm³ na zlatou medaili.

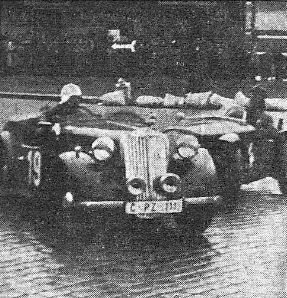
František Sutnar (Singer 9, st. č. 19), závod Dvěma směry (Praha 1948)

Na pražském závodu, II. ročníku Dvěma směry 11. dubna 1948 ve Vysočanech na Singeru obsadil 3. místo ve sportovních vozech do 1500 cm³. V neděli 2. května 1948 na Singeru 9 v III. Velké ceně hl. města Prahy, která se jela na nově upraveném okruhu přes Klíčov, Kbely a Letňany, v automobilech do 1100 cm³ zvítězil. Druhý rovněž na Singeru skončil "jakýsi" Krattner. Úspěšně se s manželkou v květnu zúčastnili i II. Ročníku rallye 300 mil zemí Českou. Na Singeru dosáhl průměrné rychlosti 67 km/h a obsadil v automobilech bez trestných bodů a bez rozdílu zdvihového objemu 3. místo. V červenci 1948 se na tomto voze v třídě do 1200 cm³ zúčastnili soutěže Rajd Polski. Ve zkoušce zrychlení a v gymkháně dosáhl nejlepšího času ve třídě. Za ním skončili Bobek, Wolf a Netušil na Škoda 1101, ale v celkovém pořadí této soutěže obsadil až 4. místo s 21. tr. body právě za Bobkem, Netušilem a Cemperem (všichni Škoda 1101). Absolvoval s manželkou mimo soutěže 300 mil zemí Českou, Rajdu Polského i Napříč Šumavou a další, ale fascinovaly ho ale závody na okruzích. Ještě v lednu 1949 "odolal" a absolvoval s Aero Minorem první poválečnou, 19. Rallye Monte Carlo ve dvojici s Ottou Krattnerem. Ve třídě do 750 cm³ obsadili slušné 5. místo. Ostatní české posádky na Minorech obsadily v této třídě 2. (Lancman – Štípek), 6. (Hodáč – Machač) a 9. místo ve třídě (Poch/F – Klouda).
To už bylo na světě přátelství s Otto Krattnerem, s nímž se krátce po válce angažovali v plzeňské odbočce AKRČs, finančně podporovali i závod na Lochotíně a když se v té době narodila automobilová třída sedmsetpadesátek, jejíž závodní pole tvořily povětšinou nové vozy Aero Minor Sport, otevřela se bez nadsázky hvězdná kapitola Sutnarova sportovního života. Odjel na soukromém voze v letech 1949-1950 prakticky všechny závody v Československu a kráčel od vítězství k vítězství, ale vše to začalo před tím na okruhu u francouzského města Le Mans. František Sutnar se zapsal nesmazatelně do historie nejslavnějšího vytrvalostního automobilového závodu světa – 24 hodin v Le Mans.

### Aero Minor Sport - Le Mans
Československý závodní vůz Aero Minor Sport vznikl na odlehčeném a zkráceném podvozku modelu Aero Minor (o 20 cm) v roce 1949. V Motorletu se vyrobily dva prototypy přímo určené pro legendární závod v Le Mans, kterého se oba speciály ve třídě do 750 cm³ fenomenálně zúčastnily. Doutníkový, otevřený roadster z hliníkové slitiny (dural) měl dvoudobý dvouválcový motor osazený dvouplovákovým karburátorem Amal, při objemu 744 cm³ (vrtání 77x zdvih 80 mm) se při kompresním poměru 7,5:1 pyšnil výkonem 22 kW/30k při 4500 otáčkách (v úpravě pro krátké závody 29,5-33,0 kW/40-45 k při 5000 ot/min), který umožňoval dosáhnout maximální rychlosti 130 km/h. Motor byl osazen svíčkami PAL a vůz pneumatikami Barum. Pohon předních kol. Přední kola byla zavěšena na příčných lichoběžníkových polonápravách tvořených nahoře příčným poloeliptickým listovým pérem, dole dvojicí kovaných kyvných ramen. Zadní kola byla zavěšena na podélných klikách a odpružena byla listovým pérem s konci uloženými v polokoulích jako u sériového vozu. Kola byla kryta blatníky z motocyklu. Brzděn byl vpředu i vzadu bubnovými brzdami. S deseti litry paliva měl vůz pohotovostní hmotnost 440 kilogramů, nádrž na 50 litrů byla umístěna za sedadlem řidiče. Doprava paliva elektrickým čerpadlem, chlazení termosifonové s náplní chladiče 10 l vody. Vůz měl jednokotoučovou suchou spojku a čtyřstupňovou nesynchronizovanou, sériovou převodovku v bloku s rozvodovkou. Ta dostala rychlejší stálý převod. Dva závodní speciály byly postaveny v pražském Motorletu (přejmenovaná A.S. Walter) na přelomu let 1948 a 1949, karoserie a kompletace vozu byla provedena v tehdejším Rudém Letovu v pražských Letňanech. Dřevěné kostry karoserií dodával závod Jawy v Kvasinách (nyní Škoda Auto).

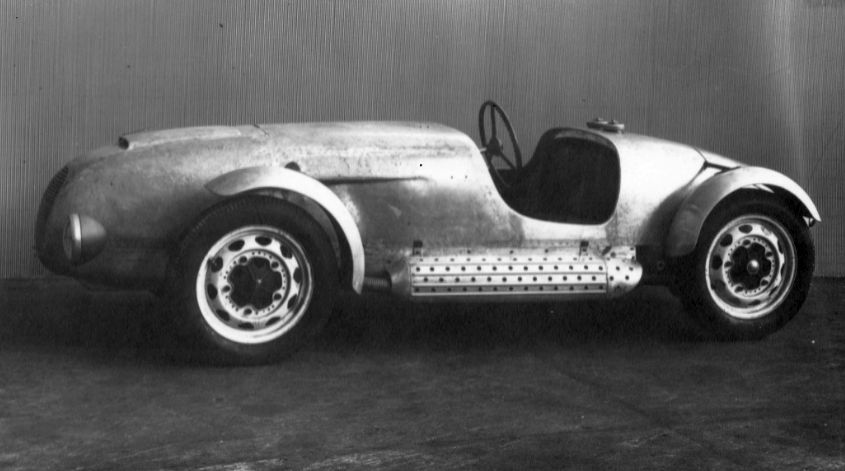
Aero Minor Sport, s kterým František Sutnar a Otto Krattner jeli v Le Mans (1949)

V továrně byl vůz dokončen na poslední chvíli a i samotná cesta do Francie byla pro závodníky Františka Sutnara a Ottu Krattnera dost strastiplná. Spojenci, kteří spravovali německé území po válce, nedovolili dodávce Aero 150 s naloženým Minorem Sport projet, a tak s ní museli zemi objet spodem přes Rakousko a Švýcarsko. Cesta přes Vídeň a průsmyk Arlberg (kde se prý báli, aby jim ve stoupání Minor nesjel z korby) se tak namísto původních 1100 protáhla o 800 kilometrů. Ve Švýcarsku platil v neděli zákaz jízdy nákladních aut, a tak dál nabírali zdržení. Aby auto alespoň trochu vyzkoušeli a stáhli zdržení, z Pochova pařížského autoservisu (Jaques Poch, prodejní a servisní oficiální importér motocyklů Jawa a vozů Škoda, Tatra, Aero Minor ve Francii) jel Minor po vlastní ose s nákladním vozem v závěsu. Bohužel se několikrát porouchal a musel za ohromného vypětí závodníků opravovat doslova na koleni. Nechybělo mnoho a skvělý výsledek nemusel vůbec být. K registraci na 24h Le Mans dorazili pár minut po uzavření (v 17 h) a přísní organizátoři je už nechtěli zapsat. Udělali to až poté, co se jich zastali ostatní závodníci a přítomní fanoušci, kteří potvrdili, že byli před autoklubem v Le Mans před 5. hodinou odpolední, avšak přejímka se konala na jiném místě, a proto tam dorazili "pozdě". Tehdy ve Francii padaly teplotní rekordy a závod se musel jet v nesnesitelném téměř čtyřicetistupňovém vedru. Aby to Minor zvládl, závodníci udělali do kapoty díry kvůli chlazení a jeli takříkajíc „podle teploměru“, aby se auta neuvařila. Před závodem (25.-26. června 1949) Sutnar proto běhal po obchodech a sháněl průbojníky, aby mohli „proděravět“ kapotu vozu. Minory startující v Le Mans musely vyhovět přísným předpisům. Dostaly síť před světlomety, startovní číslo na boku bylo osvětleno a vozy musely být nastříkány v národních barvách prvního jezdce. „Československý“ bílý minor, který řídili František Sutnar a Otta Krattner, proto dostal navíc na kapotu příčný modrý pruh a spodní část byla v červené barvě. Vůz posádky Jacques Poch a Ivan Hodač byl až ve Francii nastříkán francouzskou modří.
Na start 24h Le Mans se 25. června 1949 přesně ve čtyři odpoledne seřadilo 49 vozů, jejichž výkony sledovalo 180 tisíc, jiné prameny uvádějí až čtvrt milionu diváků. V 17., prvním poválečném ročníku Le Mans tehdy mezi vozy slavných značek jako Renault, Talbot, Simca, Delage, Aston Martin, Ferrari, Bentley a další stály i dva československé vozy Aero Minor Sport. S číslem 58 v národní barvě bílo-modro-červené vůz posádky Sutnar/Krattner a s číslem 59 v modré francouzské barvě vůz posádky Jacques Poch (F)/Ivan Hodáč.  Mimořádný výsledek se začal formovat v osmnácté hodině závodu. To byli naši sedmí, ve dvacáté hodině už pátí, o hodinu později čtvrtí… Nakonec ujeli úctyhodných 2391,932 km v průměrné rychlosti 99,664 km/h, vytvořili nový rekord kategorie (rekord z roku 1938 překonali o 350 km) a jako vítězný vůz třídy 501-750 cm³ skončili druzí v klasifikaci podle indexu výkonnosti za dvanáctiválcovým vozem Ferrari 166 MM (1955 cm³, 110 kW/150 k, 220 km/h) posádky Luigi Chinetti (vítěz Le Mans z let 1932 a 1934)-Peter Mitchell-Thomson, Lord Selsdon. Pro Ferrari to byla první účast a hned první vítězství i celkové klasifikaci. Tým Aero Minor tehdy dosáhl vítězství ve své třídě a v celkovém pořadí obsadili 15. místo. Z tehdy startujících 49 aut jich závod dokončilo jen devatenáct. Hodáčův a Pochův Minor dojel také, a to na 3. místě ve třídě, podle koeficientu výkonnosti 13. a v celkovém pořadí na 19. příčce (2031,438 km/84,643 km/h). Úspěch bylo ale už to, že obě auta jedné značky závod vůbec dojela. Výsledek z Le Mans 1949 byl obrovským triumfem československého automobilového průmyslu a toto umístění čs. vozu a čs. jezdců nebylo v Le Mans doposavad překonáno.
V červenci 1949 oba úspěšní závodníci navštívili Rudý Letov a byli slavnostně uvítáni správou závodu a zástupci zaměstnanectva. Po převzetí krásných upomínkových cen informovali oba jezdci hostitele o podrobnostech závodu.

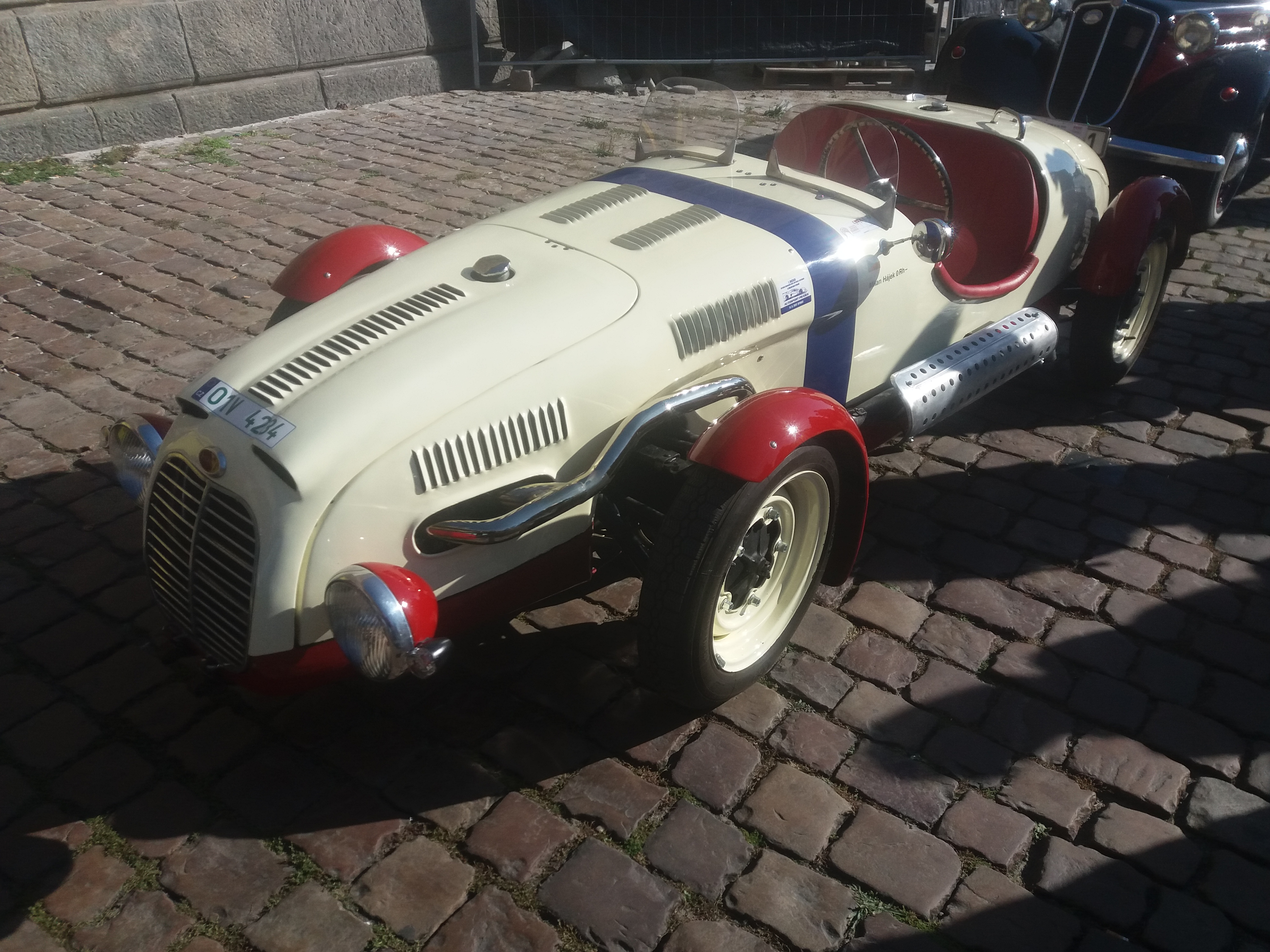
Aero Minor Sport (1948) na Pražské noblese 2018

### Aero Minor Sport - Československo 1949-1950
Ještě krátký čas po návratu z Francie František Sutnar s Ottou Krattnerem dál na Minorech závodili, ovšem už nikdy spolu, Le Mans to byl jejich jediný společný úspěch. Politické poměry se ale začaly zhoršovat a vycestovat na další závod do Le Mans v roce 1950 už úspěšným závodníkům povoleno nebylo.

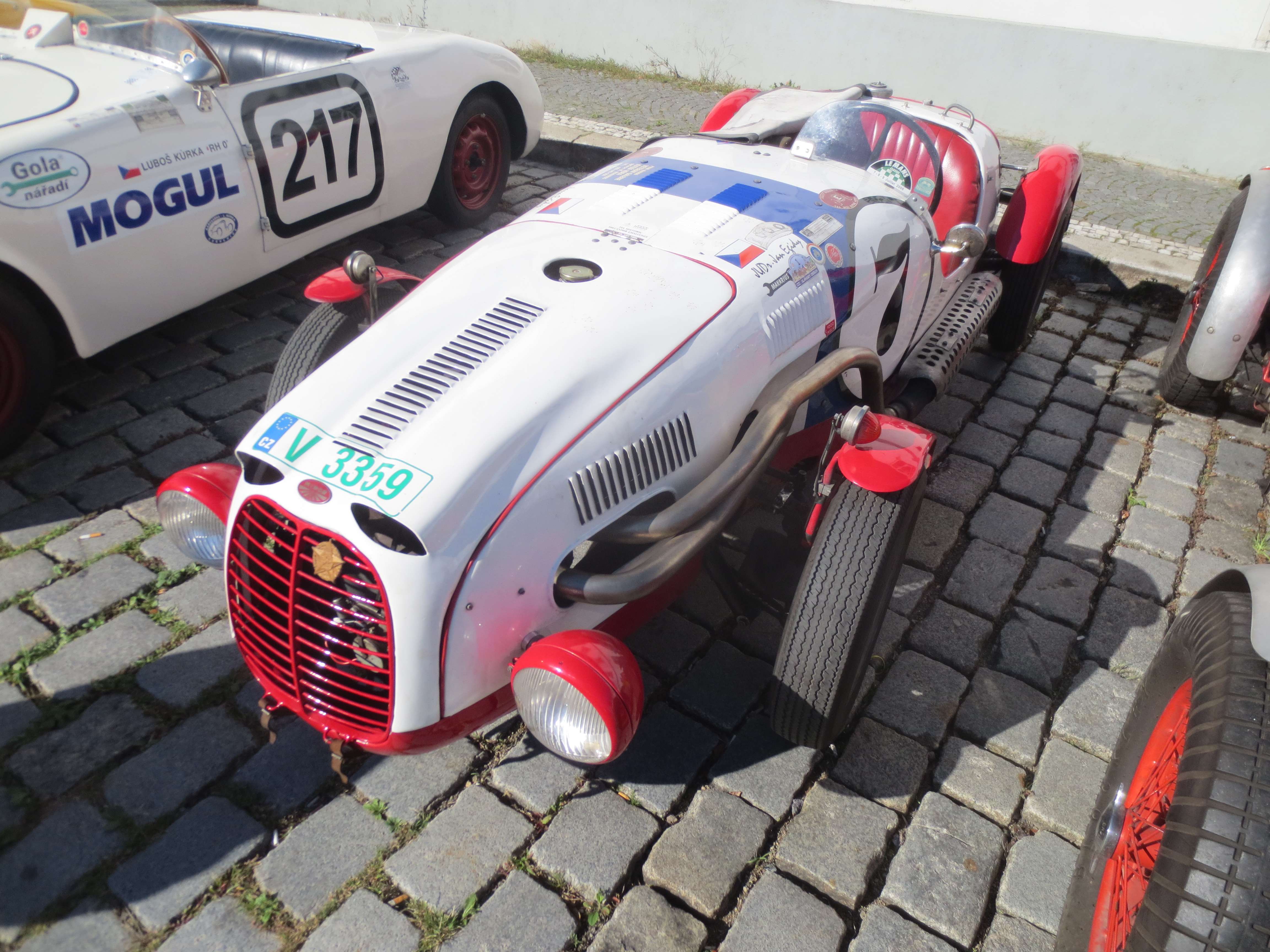
Aero Minor Sport (1948) na Zbraslav Jíloviště 2020

Po Le Mans ve zbývající části sezóny 1949 vyhrál Sutnar v třídě do 750 cm³ (před Krattnerem) závod v Plzni VIII. (Lochotínský okruh 28.8.), Cenu města Brna na Masarykově okruhu, opět před Krattnerem (25.9.) a o celé kolo třídu do 1000 cm³ na I. Gottwaldovském okruhu ve Zlíně (9.10.).
Potom v roce 1950 vyhrál 10 závodů v Poděbradech III. Poděbradský okruh (23.4.), v Praze Dvěma směry (opět před Krattnerem) (30.4.), v Novém Boru Borský okruh před Hodačem a Krattnerem (6.-7.5.), v Hradci Králové (14.5.), v Mladé Boleslavi (21.5.), v Lidicích (28.5.), v Liberci (25.6.), v Ostravě I. Ostravský automobilový závod (17.9.) a na dvou závodech v Brně – Cena města Brna (24.9.) a dvanáctihodinový závod (8.10.). Zde v klasifikaci podle ujeté vzdálenosti v třídě do 750 cm³ zvítězil na Minoru Sport Sutnar (1086,2 km) před Machačem (1066,4 km) a Hodáčem (1056,4 km).
Na konci roku 1950 byli Sutnar a Krattner zatčeni, souzeni a odsouzeni.

## Ocenění, vzpomínky
Koncem roku 1949 Sutnar obdržel Zlatý odznak Sportovní komise AKRČs za docílené výsledky v tomto roce. Zlaté odznaky byly F. Sutnarovi a A. Vitvarovi předány na kongresu AKRČs v lednu 1950.
V říjnu 2021 se na mosteckém okruhu konal první ročník Sutnar-Krattner Memorialu jako doprovodný závod světového poháru cestovních vozů WTCR a mistrovství světa vytrvalostních motocyklů EWC. Na startovní listině tohoto memoriálu samozřejmě nechyběl ani vůz Aero Minor Sport, se kterým se Otto Krattner a František Sutnar v roce 1949 zapsali do dějin slavného závodu 24 Le Mans a postarali se tak o jeden z největších úspěchů v historii československého motorsportu.
Renovovaný vůz Aero Minor Sport z roku 1949 se v červenci 2022 po 73 letech zúčastnil závodu na slavném okruhu ve francouzském Le Mans. Posádka českého spolku Le Mans Redux ve složení Zdeněk Kašpar, Michal Froněk, David Karásek a Jaroslav Prášek od 30. 6. do 3. 7. úspěšně absolvovala závod Le Mans Classic pro vozy vyrobené v letech 1949-1956.
Český výrobce mechanických hodinek Robot (Bohematic) z Prahy, český podnikatel Josef Zajíček od roku 2019 v sortimentu ručně vyráběných hodinek nabízí i model Robot Minor jako poctu čs. závodnímu vozu Aero Minor Sport a jezdcům Františku Sutnarovi a Otto Krattnerovi.  Závodní design se zrcadlí v detailech. Korunka je ve tvaru ozubení převodovky, čítač chronografu (12 hodin) jako inspirace 24 hodin Le Mans, rotor odkazující na geometrii disku kola. Jde o chronograf s trojicí sčítačů a datumovkou, pouzdro o průměru 44 mm je z titanu. Dílo završují vkusné automobilové detaily: protizávaží centrální sekundové ručky, číselník, korunka, rotor. Prodávají se za ca. 118 000 Kč.